# Моголтау
Моголта́у (тадж. Мевғал от согд. Mēwγal — «тигровая гора») — горный массив на правобережье Сырдарьи, расположенный у юго-западной оконечности Кураминского хребта, близ города Худжанд в Таджикистане.
Протяжённость массива составляет 35—40 км, высшая точка — гора Музбек (1624 м). Горы сложены главным образом гранитами и осадочно-метаморфическими толщами палеозоя. Склоны рассечены глубокими короткими долинами временных водотоков. Господствуют пустынные и полупустынные ландшафты. Прорываясь при выходе из Ферганской долины через отроги Моголтау, Сырдарья образует Бекабадские пороги, где построена Фархадская ГЭС.